# Ray Collins, Baron Collins of Highbury

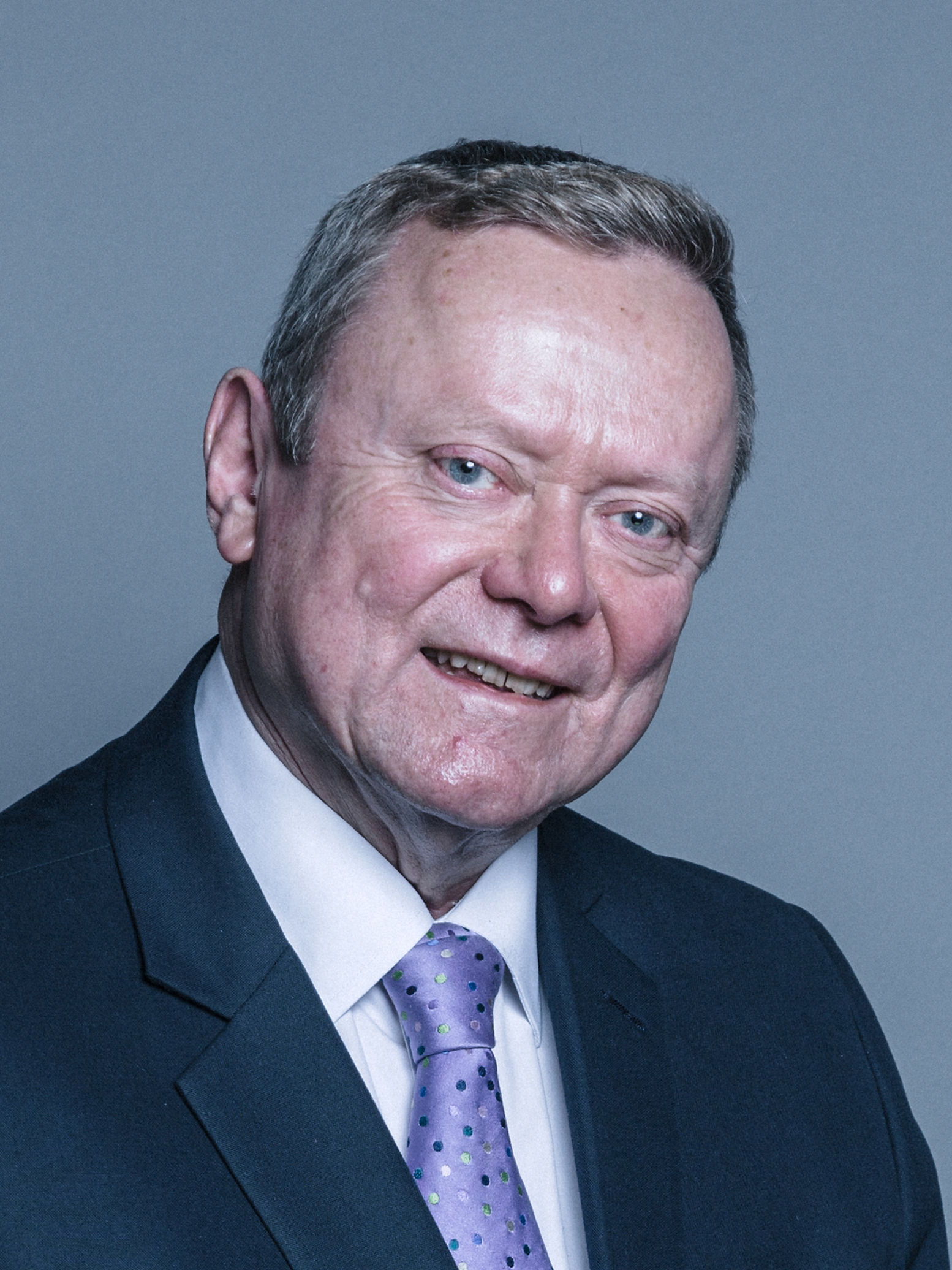
Ray Collins, Baron Collins of Highbury

Ray Edward Harry Collins, Baron Collins of Highbury (* 21. Dezember 1954) ist ein englischer Gewerkschafter und Politiker der Labour Party, der am 12. Juni 2008 zum Generalsekretär der Partei ernannt wurde.
Collins wurde im Jahr 1984 Leiter der Gewerkschaftszentrale der Transport and General Workers’ Union und behielt diesen Posten mit kurzen Unterbrechungen bis 2008. Er ist seit über 30 Jahren Mitglied der Labour Party und war seit 1970 jedes Jahr im Wahlkampfteam. Er ist Vertreter der TGWU im  National Policy Forum der Partei und Mitglied des National Constitutional Committee.
Im Dezember 2007 wurde er von der LGBT-Zeitung Pink News in der Liste der 50 einflussreichsten LGBT-Personen in der britischen Politik an 27. Stelle geführt. Er war beteiligt an der Fusion der TGWU mit Amicus, aus der die Unite, eine der größten Gewerkschaften des Landes entstand.
Collins nahm seinen Hut, als berichtet wurde, dass die Partei kurz vor der Insolvenz stehe. Im Mai 2008 stellte die Electoral Commission, der für Parteifinanzen zuständige Ausschuss des britischen Parlaments fest, dass die Labour Party 17,8 Millionen £ Schulden habe.
Am 20. Januar 2011 wurde Collins als Baron Collins of Highbury, of Highbury in the London Borough of Islington, zum Life Peer erhoben und wurde am 24. Januar 2011 Mitglied des House of Lords, wo er der Fraktion der Labour Party angehört. 2011 wurde er zum Whip ernannt.
Seit 2014 ist er mit dem spanischen Floristen Rafael Ballesteros verheiratet.